# 佐助
佐助（さすけ）は神奈川県鎌倉市鎌倉地域にある大字。現行行政地名は佐助一丁目及び佐助二丁目。住居表示実施済み区域。かつては佐介ガ谷、あるいは佐助ガ谷と呼ばれていた。
地名の由来には諸説がある。
- 源頼朝が佐殿と呼ばれていたとき、平氏の追及を逃れてこの地の隠れ里に潜んだところ、地主神である宇賀神が現れて佐殿を助けたから。
- 源頼朝麾下の三浦介義澄、上総介広常、千葉介常胤の三人の介の館があり、三介ガ谷と呼んだものが訛ったから[6]。

## 歴史
吾妻鏡によると宝治元年（1247年）の記述に北条時盛の「佐介亭」がある。時盛の子孫もこの地に住んだため、この系統は佐介流北条氏と呼ばれる。九条頼経、頼嗣、宗尊親王ら京都から招聘した将軍が更迭される際には、佐介亭に宿泊していた。
材木座の光明寺の前身とされる蓮華寺が建立された。
上杉禅秀の乱では佐介ガ谷から前浜にかけて激しい戦闘がなされた。
昭和40年（1965年）および昭和42年（1967年）に住居表示に伴い佐助一丁目-二丁目となった。

## 地価
住宅地の地価は、2023年（令和5年）1月1日の公示地価によれば、佐助1-1-11の地点で36万3000円/m2となっている。

## 世帯数と人口
2023年（令和5年）9月1日現在（鎌倉市発表）の世帯数と人口は以下の通りである。
| 丁目       | 世帯数  | 人口    |
| ---------- | ------- | ------- |
| 佐助一丁目 | 397世帯 | 980人   |
| 佐助二丁目 | 277世帯 | 678人   |
| 計         | 674世帯 | 1,658人 |

### 人口の変遷
国勢調査による人口の推移。
| 年                 | 人口  |
| ------------------ | ----- |
| 1995年（平成7年）  | 1,502 |
| 2000年（平成12年） | 1,462 |
| 2005年（平成17年） | 1,492 |
| 2010年（平成22年） | 1,686 |
| 2015年（平成27年） | 1,681 |
| 2020年（令和2年）  | 1,638 |

### 世帯数の変遷
国勢調査による世帯数の推移。
| 年                 | 世帯数 |
| ------------------ | ------ |
| 1995年（平成7年）  | 558    |
| 2000年（平成12年） | 566    |
| 2005年（平成17年） | 589    |
| 2010年（平成22年） | 673    |
| 2015年（平成27年） | 682    |
| 2020年（令和2年）  | 669    |

## 学区
市立小・中学校に通う場合、学区は以下の通りとなる（2017年7月時点）。
| 丁目       | 番地 | 小学校             | 中学校             |
| ---------- | ---- | ------------------ | ------------------ |
| 佐助一丁目 | 全域 | 鎌倉市立御成小学校 | 鎌倉市立御成中学校 |
| 佐助二丁目 | 全域 | 鎌倉市立御成小学校 | 鎌倉市立御成中学校 |

## 事業所
2021年（令和3年）現在の経済センサス調査による事業所数と従業員数は以下の通りである。
| 丁目       | 事業所数 | 従業員数 |
| ---------- | -------- | -------- |
| 佐助一丁目 | 43事業所 | 301人    |
| 佐助二丁目 | 19事業所 | 58人     |
| 計         | 62事業所 | 359人    |

### 事業者数の変遷
経済センサスによる事業所数の推移。
| 年                 | 事業者数 |
| ------------------ | -------- |
| 2016年（平成28年） | 48       |
| 2021年（令和3年）  | 62       |

### 従業員数の変遷
経済センサスによる従業員数の推移。
| 年                 | 従業員数 |
| ------------------ | -------- |
| 2016年（平成28年） | 198      |
| 2021年（令和3年）  | 359      |

## 施設

### 寺社・旧跡
- 銭洗弁天
- 佐助稲荷神社

### その他
- 東京国税局 鎌倉税務署

## その他

### 日本郵便
- 郵便番号 : 248-0017[3]（集配局 : 鎌倉郵便局[19]）。